# Aeneis

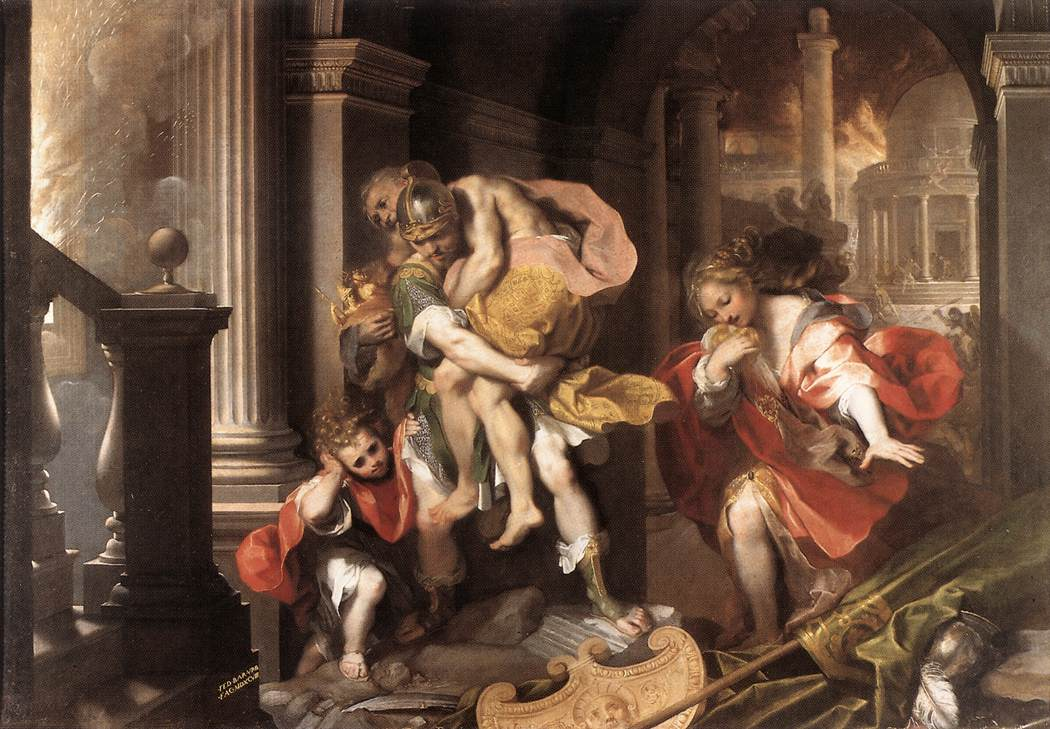
Aeneas' vlucht uit Troje, geschilderd door Federico Barocci.

De Aeneis (vroeger in het Nederlands: Eneïde) is het heldendicht over de daden van Aeneas dat de (grotendeels fictieve) oorsprong van de Romeinse beschaving beschrijft. Het epos, geschreven in het Latijn door de dichter P. Vergilius Maro tussen 29 v.Chr. en zijn dood in 19 v.Chr., bestaat uit twaalf boeken met in totaal circa 10.000 verzen in dactylische hexameter.

## Aeneis als propagandamiddel
Vergilius werd financieel gesteund door Maecenas, die toentertijd een functie had in keizer Augustus' rijk die men zou kunnen aanduiden met "minister van Cultuur". Vergilius kon zich goed vinden in een van de speerpunten van Augustus' bewind: herstel van de oude Romeinse waarden (virtutes) na tijden van burgeroorlogen. De pietas (vroomheid en trouw aan vaderland, ouders en godsdienst) van de hoofdpersoon Aeneas staat dan ook centraal.
De ondersteuning van Augustus' beleid wordt enkele malen in het epos expliciet kenbaar gemaakt in de retrospectieve voorspellingen die de Aeneis kent. Anchises, Aeneas' vader, wijst in het dodenrijk Augustus aan en vertelt wat de man zal bereiken, op het schild dat voor Aeneas' strijd in Latium is vervaardigd wordt het verloop van de slag bij Actium (waar Augustus uiteindelijk won) weergegeven, zelfs Jupiter zelf voorspelt Augustus' grootsheid.
Vergilius' werk wordt opgevat als een propagandamiddel voor Augustus' regime. Hij laat de goden zeggen dat er een redder zal komen en in het zesde boek wordt die geïdentificeerd als "keizer Augustus, die aan Latium weer een Gouden Eeuw zal schenken". Augustus deed er alles aan om zijn heerschappij voor te stellen als een tijdperk van vrede en voorspoed, en de terugkeer naar het Gouden Tijdperk was daar een centraal thema in.
Toch zijn er geen aanwijzingen dat de inhoud van zijn werk van bovenaf werd opgelegd. Moderne critici menen dat naast de propagandafunctie van de boeken er ook kritiek op Augustus' regime is opgenomen in de Aeneis. Zo sluit het epos af met een scène waarin de held Aeneas, die toch de ideale Romein zou moeten zijn, zich overgeeft aan wraakgevoelens en de weerloze Turnus doodt. In deze verwijzingen naar de verschrikkingen van oorlog zien sommige critici een verwijzing naar Augustus' handelen in de burgeroorlog.
Daarnaast was het nadrukkelijk de bedoeling van Vergilius een Romeinse tegenhanger van Homeros' Ilias en Odyssee te leveren. Een van de parallellen tussen de Aeneis en de Odyssee is de gruwelijke wraak ondernomen door de (aanvankelijk positief bedoelde) hoofdpersoon, en aan het slot van de Ilias neemt de held Achilles wraak op de Trojaanse held Hector, al komt het daar tot een verzoening met diens vader Priamus.

## Functie van de Aeneis
De Aeneis wordt al sinds de oudheid door vele lezers als een meesterwerk beschouwd. Een van de dingen die hebben bijgedragen tot de populariteit van dit epos is de grote hoeveelheid connecties die Vergilius in zijn werk wist te maken.
Ten eerste had de Romeinse samenleving geen cultuurhistorische achtergrond, zoals de Grieken hadden dankzij de heldendichten van de dichter Homeros: de Ilias en de Odyssee. Keizer Augustus' bewind omvatte een groot cultuurbeleid. De komst van een nationaal epos waarin de alom geprezen Homeros werd geëvenaard (imitatio) en wellicht zelfs overtroffen (aemulatio) paste dus prima bij de idealen van Augustus.
Deze nauwe band die Vergilius' werk met dat van Homeros kreeg, is duidelijk te zien. De Aeneis is als het ware een vervolg op de Ilias waarin de avonturen van de Trojanen worden vervolgd. Door de Romeinen van de Trojanen af te laten stammen en wel via Aeneas, krijgen de Romeinen meteen een beroemde god in hun stamboom: Venus, de moeder van Aeneas. Bovendien stammen de Romeinen van de oorlogsgod Mars af aangezien deze de vader is van Romulus en Remus. Dit wordt door Jupiter in boek I van de Aeneas verteld tijdens zijn gesprek met Venus.
Ook de Punische oorlogen worden voorspeld in de Aeneis. Aeneas komt tijdens zijn zwerftocht langs Dido, maar moet haar op last van de goden weer verlaten, hoewel Dido zeer gehecht is geraakt aan de Trojaanse held. Wanneer Aeneas afvaart naar Italië, pleegt Dido zelfmoord, maar pas nadat ze haar volk heeft opgeroepen nooit een verbond meer te sluiten met de Romeinen en ze de komst van Hannibal voorspelt.
Zoals hierboven al is behandeld, maakt de Aeneis ook reclame voor Augustus' werk. Zo blijkt dat het de wil van de oppergod is dat Augustus aan de macht kwam. Ook maakt Jupiter expliciet duidelijk dat Augustus een directe afstammeling is van Ascanius, Aeneas' zoon. Hiermee krijgt de gehele gens Julia natuurlijk een streepje voor bij de Romeinen.
Het is duidelijk dat, hoewel de Aeneis gebracht wordt als een geschiedeniswerk, het epos duidelijk teleologisch is geschreven: het is geschreven naar een bepaald doel toe.

## Korte inhoud en structuur
De Aeneis vertelt van de omzwervingen van de Trojaanse held Aeneas na de ondergang van Troje en de lange strijd die hij in Italië moest voeren om uiteindelijk het onvermijdelijke lot (fatum) te kunnen vervullen: de stichting van een nieuw rijk, het machtige Romeinse Rijk.
Het werk is ingedeeld in twaalf "zangen" of boeken en vertoont een sterke, evenwichtige structuur.

### Zang (boek) I tot VI
Deze zangen omvatten het verhaal van de omzwervingen van Aeneas en zijn gezellen na hun vlucht uit het brandende Troje. De opbouw is nagenoeg gelijk aan die van Homerus' Odyssee.
Zang (boek) I
Korte "aanhef" - (begint "in medias res") Aeneas verlaat Sicilië met zijn vloot, doch wordt, reeds in het zicht van Italië, gegrepen in een helse storm, omdat de windgod Aeolus, hierom verzocht door de godin Juno, de stormwinden vrij spel heeft gelaten. Juno heeft zo haar persoonlijke redenen om de Trojanen te haten. Door de interventie van de zeegod Neptunus wordt de storm gestild, maar de schepen worden op de Noord-Afrikaanse kust geworpen. Hier komt de godin Venus haar zoon Aeneas te hulp: zij bewerkt hun ontvangst in het paleis van Dido, koningin van Carthago.
Zang (boek) II
(Zang II en III zijn flash-backs, waarin Aeneas zijn avonturen aan Dido en haar gezelschap vertelt. Deze zangen vormen een verhaal in een verhaal. De 'Aeneis' als geheel wordt hierom een raamvertelling genoemd.) De inneming en verwoesting van Troje, na het verraad van Sinon, de mysterieuze verdwijning van Aeneas' echtgenote Creüsa - de vlucht van Aeneas en zijn gezellen (onder andere zijn vader Anchises en zijn zoontje Ascanius / Julus).
Zang (boek) III
(Vervolg van het verhaal) Aeneas verneemt zijn lotsbestemming: een nieuw Troje stichten, volgens de wil van de goden - zijn lotgevallen op zee (tot de dood van Anchises op Sicilië).
Zang (boek) IV
De onmogelijke liefde van Dido en Aeneas - Aeneas volgt uiteindelijk de roep van het noodlot (Fatum) en verlaat Carthago - uit liefdesverdriet pleegt Dido zelfmoord.
Zang (boek) V
De Trojanen keren terug naar Sicilië - herdenkingsplechtigheden (meer bepaald lijkspelen) voor vader Anchises. Deze lijkspelen waren het begin van de traditie van de Iusus Troiae.
Zang (boek) VI
De Trojanen bereiken eindelijk de kust van Italië - Geholpen door de Sibylle van Cumae daalt Aeneas af naar de onderwereld, waar hij de schim van zijn vader Anchises raadpleegt omtrent de toekomst die hem wacht. Deze toont hem de beroemde Romeinen die ooit een hoofdrol zullen spelen in de Romeinse geschiedenis, onder wie Augustus (hieruit blijkt duidelijk dat het een nationalistisch epos is, en Vergilius een voorstander van Augustus' politiek). Anchises voorspelt ook Romes wereldheerschappij - onder de talloze doden herkent hij ook de schim van Dido.

### Zang (boek) VII-XII
Dit is het verhaal van de moeizame verovering van een plek in het beloofde land tussen vijandige en welwillende volkeren. Dit verhaal beschrijft de strijd op het land en komt daarmee overeen met de Ilias van Homeros.
Zang (boek) VII
Aankomst in Latium: koning Latinus neemt de Trojanen gastvrij op en schenkt Aeneas zijn dochter Lavinia als (tweede) echtgenote - Juno zet nu koningin Amata tegen Aeneas op: als schoonzoon had zij immers Turnus, koning van de Rutuli gekozen. Gevolg: ruzie en oorlog, aangewakkerd door Juno.
Zang (boek) VIII
De stroomgod van de Tiber verschijnt aan Aeneas en raadt hem aan een bondgenootschap te sluiten met Euánder (die woont op de plek waar later Rome zal gesticht worden!) - Aeneas sluit daarbij vriendschap met Pallas, Euanders zoon - Venus bezorgt haar zoon een kostbare wapenrusting, gesmeed door de vuurgod Vulcanus.
Zang (boek) IX
Tijdens Aeneas' afwezigheid tracht Turnus tevergeefs het Trojaanse kamp te veroveren - de heldendood van twee Trojaanse jongens, Nisus en Eurýalus.
Zang (boek) X
Terugkeer van Aeneas in gezelschap van nieuwe bondgenoten, de Etrusken - Aeneas' vriend Pallas wordt door Turnus gedood - Turnus zelf ontkomt alleen door een list van Juno aan Aeneas' moordende zwaard.
Zang (boek) XI
Wapenstilstand tussen Trojanen en Latijnen om de doden te gedenken - krijgsraad bij koning Latinus, die de oorlog wil beëindigen - nederlaag van de Latijnen.
Zang (boek) XII
Overeenkomst tussen Turnus en Aeneas om door een tweegevecht (godsoordeel) over de afloop van de oorlog te beslissen: als Aeneas verliest zullen de Trojanen het land verlaten, als hij wint zal er een eeuwigdurend verbond tussen Latijnen en Trojanen gesloten worden - Juno probeert nog in laatste door intriges de overeenkomst te doen schenden, maar moet toezien hoe Turnus door Aeneas in het tweegevecht wordt overwonnen en in koelen bloede gedood.

## Invloed

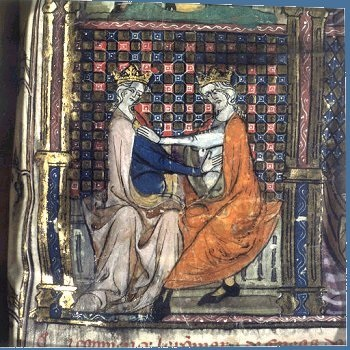
Miniatuur van Le Roman d'Énéas (Bibliothèque nationale de France)

In de oudheid al keken auteurs op naar de Aeneis van Vergilius. Zo dichtte Ovidius in zijn Heroïdes een brief van Dido aan Aeneas.
Gedurende de (Latijnse) Middeleeuwen was de Aeneis een klassieke tekst die door elke academische student gelezen werd, al kwamen de meesten - naar men vermoedt - niet (veel) verder dan de eerste vier boeken/zangen: de vlucht uit Troje tot en met de tragische liefdesgeschiedenis tussen Aeneas en Dido, die eindigde met Aeneas' (door de goden bevolen) vertrek en de dramatische zelfdoding van Dido als gevolg daarvan.
Rond 1160 werd de Aeneis vertaald in het Frans als Roman d'Eneas, naar men vermoedt door een Anglo-Normandiër voor het Franstalige Normandische hof. Deze Franse vertaling werd vermoedelijk gebruikt door de Maaslandse/Limburgse dichter Heinrich van Veldeke, die omstreeks 1175 begon aan een 'Dietse' vertaling. Voordat de vertaling voltooid was, werd er al uit voorgelezen en ook werd de tekst uitgeleend dan wel gestolen met als gevolg dat het handschrift tien jaar lang zoek was. Gelukkig werd het manuscript teruggevonden en aan de auteur teruggegeven, zodat de vertaling kort na 1185 voltooid kon worden. Heinrich van Veldekes Eneide is alleen in Middelhoogduitse handschriften bewaard gebleven. Theodor Frings en Gabriele Schieb hebben in hun editie (1964-1970) trachten aan te tonen dat Heinrich zijn Eneide in zijn moedertaal, het Maaslands/Limburgs, dichtte. Recent onderzoek wil zover niet gaan, maar vermoedt dat Heinrich een mengtaal heeft geschreven, die optimaal begrijpelijk was voor zijn Middelhoogduits sprekende opdrachtgevers.
Het epos heeft ook veel invloed gehad op de kunsten in latere eeuwen. Verschillende opera's zijn op het epos gebaseerd, zoals Dido and Aeneas van Henry Purcell, Aeneas i Cartago van Joseph Martin Kraus en Les Troyens van Hector Berlioz. Dante koos Vergilius als zijn raadsheer in zijn Divina Commedia vanwege zijn beschrijving van de onderwereld in de Aeneis. In de Gysbreght van Aemstel van Joost van den Vondel wordt Amsterdam ingenomen door een list die analoog is met de Griekse list van het Paard van Troje. De naam van het schip waarmee de list wordt uitgevoerd, heet toepasselijk het Zeepaerd.
De Oekraïense schrijver Ivan Kotljarevsky schreef van 1794 tot 1838 het gedicht Eneida. Kotljarevsky heeft Eneida laten baseren op het gedicht Aeneis van Vergilius. Het verhaal is bijna identiek aan het verhaal van Vergilius, maar in Eneida worden de Trojanen vervangen door de Zaporozje-Kozakken. In 1842 werd de volledige versie van Eneida definitief gepubliceerd.
De meest directe politieke relevantie kreeg dit werk in 1968, toen de Britse Conservatieve politicus (en hoogleraar klassieke talen) Enoch Powell in verband met de toen op gang komende immigratie uit de voormalige koloniën 'rivieren, dampend van bloed' voorzag. Hiermee citeerde hij uit Zang VI,86.

## Nederlandse vertalingen (selectie)
- Eneas, vertaald door Joost van den Vondel in proza (1646) en in verzen (1660)
- De Aeneas, vertaald door Anna Catharina Brinkman, 1810
- Enéis, vertaald door S.J.E Rau in dactylische hexameters, 1862
- Aeneis, vertaald in proza door M.A. Schwartz, 1959
- Aeneis, vertaald in vijfvoetige jamben en ingeleid door Anton van Wilderode, 1962
- De val van Troje, Het verhaal van Aeneas. Vertaling van zang 2 door Gerard Koolschijn, 1994
- Aeneas – Aeneis, tweetalige editie met de vertaling in hexameters door Piet Schrijvers, 1996, ISBN 9789065542427
- Het verhaal van Aeneas, vertaald in zevenvoetige jamben en toegelicht door Marietje d'Hane-Scheltema, 2000, ISBN 9789025358716

## Voetnoten
1. 1 2  De woorden Aeneis (uitgesproken als drie lettergrepen: 'Aeneïs') en Aeneas worden correct uitgesproken met klemtoon op de tweede lettergreep.
2. ↑  Hans Achterhuis, De grootse gang der eeuwen, De Groene Amsterdammer, 15 december 2021

- Biblioteca Nacional de España: XX3383720
- Bibliothèque nationale de France: cb12008287t (data)
- Catàleg d'autoritats de noms i títols de Catalunya: 981058596083706706
- Gemeinsame Normdatei: 4099391-7
- Library of Congress Control Number: n81013510
- Nationale bibliotheek van Australië: 36330093
- Nationale Bibliotheek van Israël: 987007595289505171
- Nationale en Universitaire bibliotheek Zagreb: 000318495
- Système universitaire de documentation: 02855633X
- Virtual International Authority File: 313680866